# Лемкин, Став
Став Ле́мкин (ивр. סתיו למקין‎; 2 апреля 2003, Тель-Авив) — израильский футболист, защитник нидерландского клуба «Твенте» и сборной Израиля.

## Клубная карьера
Родился и вырос в Тель-Авиве, в семье с ашкеназскими и сефардскими корнями. Также имеет испанское и греческое гражданство.
Начинал заниматься футболом в академии «Маккаби» Тель-Авив, откуда в 2018 году перешёл в тель-авивский «Хапоэль». На профессиональном уровне дебютировал в составе «Хапоэля» 2 апреля 2022 года в матче чемпионата Израиля против «Бней Сахнин».
Летом 2025 года перешёл в нидерландский «Твенте», подписав трёхлетний контракт до середины 2028 года с возможностью продления ещё на один сезон. 10 августа дебютировал в Эредивизи в гостевом матче против ПЕК Зволле (1:0), выйдя в стартовом составе.

## Карьера в сборной
В 2022 году в составе сборной Израиля до 19 лет был участником юношеского чемпионата Европы, на котором Израиль впервые выиграл серебряные медали (уступив в финале сборной Англии), а сам Лемкин вошёл в символическую сборную турнира.
В 2023 принял участие в молодёжном чемпионате мира.

## Достижения
«Шахтёр» (Донецк)
- Чемпион Украины: 2023/24
- Обладатель Кубка Украины: 2023/24

«Маккаби» (Тель-Авив)
- Чемпион Израиля: 2024/25
- Обладатель Кубка Тото: 2024/25

Сборная Израиля
- Бронзовый призёр молодёжного чемпионата Европы: 2023
- Бронзовый призёр молодёжного чемпионата мира: 2023
- Финалист юношеского чемпионата Европы (до 19 лет): 2022